# Wolfgang Haffner

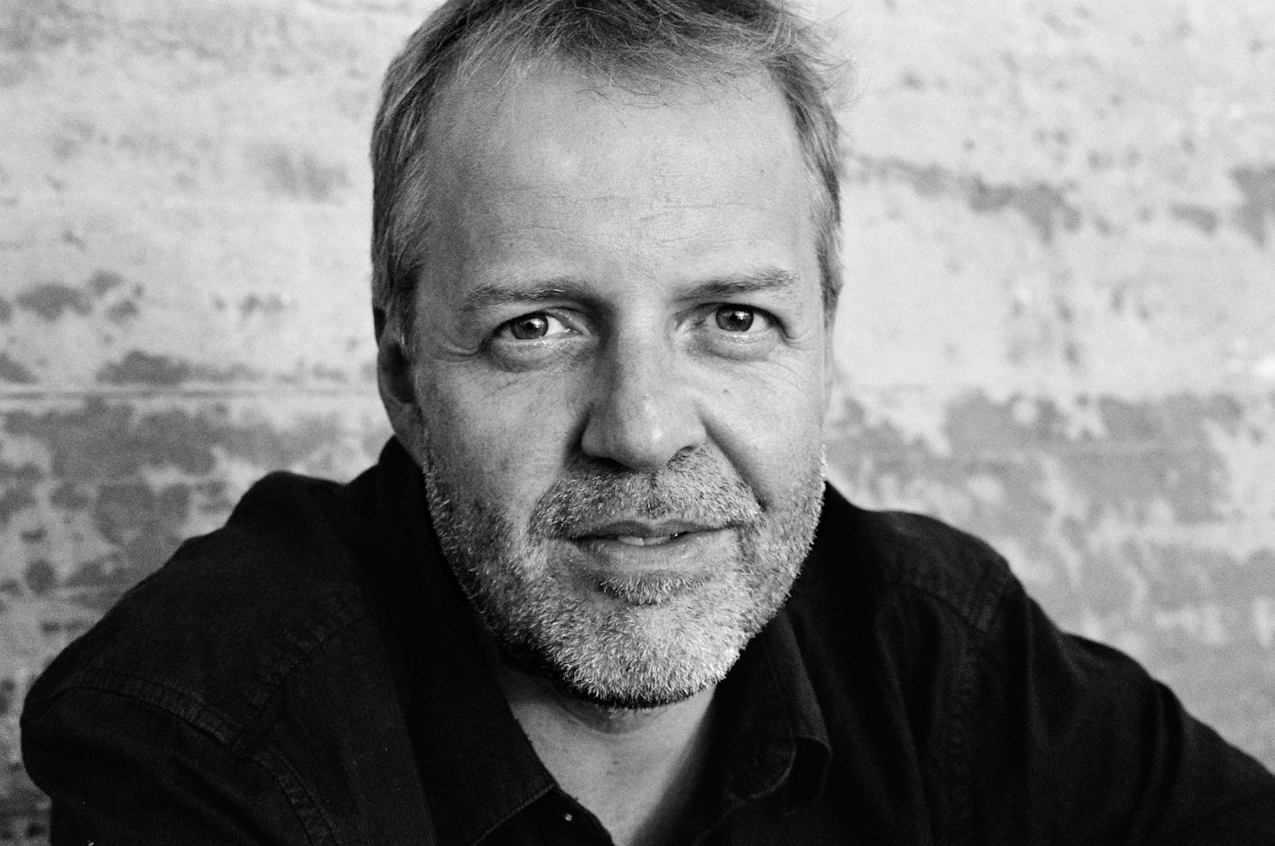
Wolfgang Haffner, in 2012

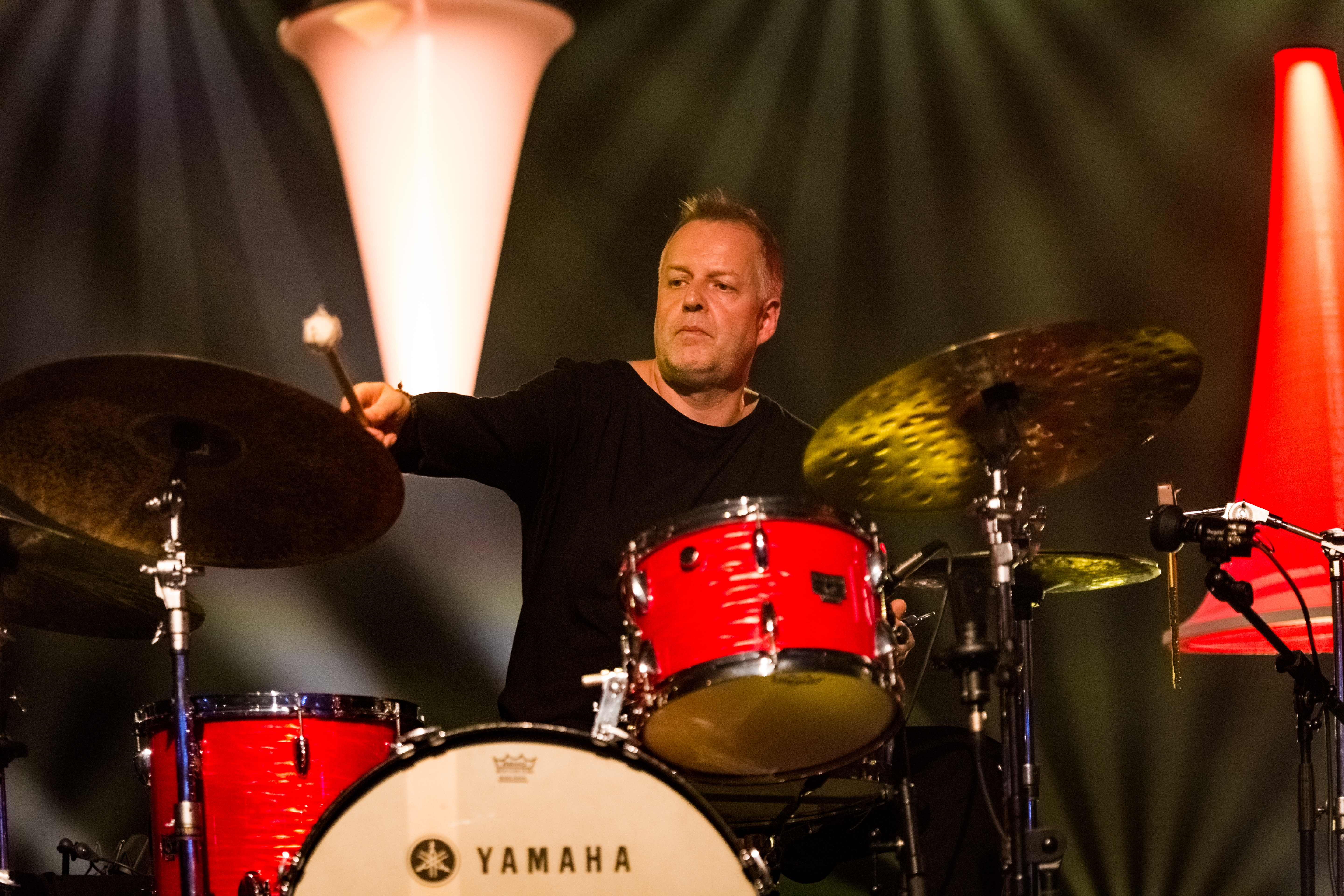
Wolfgang Haffner, in 2017

Wolfgang Haffner (Wunsiedel, 7 december 1965) is een Duitse drummer en componist in de jazz en funk.
Haffner speelde onder meer in de bigband van Peter Herbolzheimer, bij zangeres Chaka Khan (1994-1995) en in de groep Passport van de saxofonist Klaus Doldinger (1989-2000). Ook was hij drummer in de NDR Bigband en de bigband van de Hessischer Rundfunk, hr-Bigband. Hij toerde met een groep met Albert Mangelsdorff, Doldinger, Manfred Schoof, Wolfgang Dauner en Eberhard Weber onder de naam Old Friends. Haffner leidt ook zijn eigen jazz- en funkgroepen. Hij speelt vaak samen met de Zweedse bassisten Magnum Coltrane Price en Lars Danielsson.
Haffner is ook een studiomuzikant. Hij speelde mee op plaatopnames van onder meer Wolfgang Schmid, Al Cohn, Konstantin Wecker, Charlie Mariano, Conte Candoli, Hendrik Meurkens, Carmen Cuesta, Rolf Kühn, Lalo Schifrin, Till Brönner, Eddie Daniels, Hildegard Knef, Nils Landgren, Mezzoforte, No Angels, Nightmares On Wax en Chuck Loeb.

## Discografie (selectie)
als leider:
- Live, Jzz4ever, 1989
- I Should Have Known, Jazz4ever, 1990
- Whatever It Is, Jazz4ever, 1991
- Last Exit, Mood Records, 1992
- Movin' On, Jazz4ever, 1993
- Back Home, Jazz4ever, 1997
- Music, Skip Records, 1999
- Urban Life, Skip, 2001
- Live & Real, Skip, 2002
- Zooming, Skip, 2004
- Shapes, Act Music, 2006
- Shapes Live in Concert (dvd, Haffnermusic, 2007
- Acoustic Shapes (met Hubert Nuss en Lars Danielsson), Act Music, 2008
- Round Silence, Act Music, 2009
- Signature Edition, Act Music, 2010
- Heart of the Matter, Act Music, 2012